# Im Tong-hjon
Im Tong-hjon, hangulem 임동현, anglickou transkripcí Im Dong-hyun (* 12. května 1986 Čchungdžu) je jihokorejský lukostřelec, dvojnásobný olympijský vítěz, který byl také světovým rekordmanem a strávil 622 dní na čele mužského žebříčku Světové lukostřelecké federace. Do světové špičky tohoto sportu pronikl navzdory zdravotnímu handicapu: jeho zraková ostrost činí dvacet procent na pravém oku a deset procent na levém oku, což splňuje oficiální definici slepoty, a při střelbě se orientuje pouze pomocí svalové paměti.
S jihokorejským mužským družstvem získal zlatou medaili na olympiádě 2004 a 2008, v roce 2012 skončil jeho tým na třetím místě. V soutěži jednotlivců vytvořil roku 2004 v kvalifikaci světový rekord nástřelem 687 bodů, ale pak vypadl ve čtvrtfinále. V osmifinále pak skončil v roce 2008 i 2012, kdy v kvalifikaci vylepšil světový rekord na 699 bodů. Na mistrovství světa v lukostřelbě vyhrál individuální soutěž v roce 2007, v letech 2003, 2007 a 2009 a 2011 byl členem vítězného družstva. Také vyhrál Světový pohár v lukostřelbě 2008, Univerziádu 2011 a Asijské hry v letech 2002 (družstva), 2006 (družstva i jednotlivci) a 2010 (družstva).